# Iglesia de Tsromi

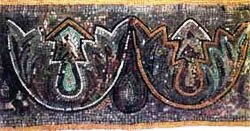
Fragmento del mosaico del templo.

La iglesia de Tsromi (en georgiano: წრომის ტაძარი) es una iglesia medieval ortodoxa georgiana ubicada en el municipio de Jashuri, en la región de Shida Kartli, Georgia.  

## Historia
La iglesia se encuentra en la orilla derecha del río Mtkvari (Kurá), a tres kilómetros de la estación de trenes de la aldea de Gomi, en el corazón de la aldea de Tsromi. La iglesia de Tsromi fue construida en 626 - 635 por decreto de Stepanose II. La decoración del templo es escasa. Los fragmentos de los mosaicos contemporáneos que antes decoraron el altar del templo actualmente permanecen reservados en el Museo de Arte de Georgia. El monumento fue fuertemente afectado y empeoró aún más durante el terremoto de 1940.
En 2006, según decreto del Presidente de Georgia, la iglesia de Tsoromi recibió la categoría de monumento cultural inamovible de importancia nacional.